# Rungsted Seier Capital
Le Rungsted Ishockey Klub (Rungsted Seier Capital) est un club de hockey sur glace de Hørsholm au Danemark. Il évolue en Metal Ligaen l'élite danoise.

## Historique
Le club est créé en 1941. Il a remporté la AL-Bank ligaen à cinq reprises.

## Palmarès
- Championnat du Danemark :
  -      : 1954-55, 1962-63, 2001-02, 2018-19, 2020-21
  -          : 1955-56, 1959-60, 1960-61, 1961-62, 1963-64, 1970-71, 1979-80, 1995-96, 1997-98
  -       : 1967-68, 1974-75, 1983-84, 1994-95, 1996-97, 2002-03

## Joueurs
| No    | Nom                      | Nat. | Position  | Arrivée                             |
| ----- | ------------------------ | ---- | --------- | ----------------------------------- |
| +039, | Magnus Wulff             |      | Gardien   | 2023 - Rødovre Mighty Bulls         |
| +066, | Oskar Östlund            |      | Gardien   | 2023 - Sheffield Steelers           |
| +003, | Malte Setkov             |      | Défenseur | 2022 - AIK IF                       |
| +005, | Dawson Davidson          |      | Défenseur | 2023 - Université de l'Alberta      |
| +006, | Benjamin Ragle           |      | Défenseur | Formé au club                       |
| +008, | Emil Winther Schulze     |      | Défenseur | Formé au club                       |
| +016, | Marcus Luca Larsen       |      | Défenseur | Formé au club                       |
| +028, | Jacob Gammelgaard        |      | Défenseur | 2020 - Endicott College             |
| +033, | Morten Jensen            |      | Défenseur | 2022 - HC Pustertal-Val Pusteria    |
| +055, | Simon Fredriksson        |      | Défenseur | 2022 - Grums IK                     |
| +065, | William Back             |      | Défenseur | 2021 - Copenhagen Hockey            |
| +067, | Albin Lindgren           |      | Défenseur | 2023 - Nottingham Panthers          |
| +009, | Steven Whitney           |      | Attaquant | 2023 - Schlittschuh Club Langenthal |
| +010, | Andreas Nielsson         |      | Attaquant | 2023 - Aalborg Pirates              |
| +012, | Oliver Green             |      | Attaquant | Formé au club                       |
| +017, | Gustav Green             |      | Attaquant | 2017 - Malmö Redhawks               |
| +019, | Matthias Asperup         |      | Attaquant | 2023 - Herlev Eagles                |
| +022, | Rasmus Thykjær Andersson |      | Attaquant | 2018 - Kristianstads IK             |
| +023, | Jack Jacome              |      | Attaquant | 2023 - BEMER Pioneers Vorarlberg    |
| +034, | William Kisbye           |      | Attaquant | Formé au club                       |
| +036, | Filip Karlsson           |      | Attaquant | 2023 - Kristianstads IK             |
| +037, | Nikolaj Davidsen         |      | Attaquant | 2023 - Herning Blue Fox             |
| +050, | Tim Wahlgren             |      | Attaquant | 2023 - HC Vita Hästen               |
| +091, | Maksim Popovic           |      | Attaquant | 2023 - Herlev Eagles                |
| +094, | Lucas Andersen           |      | Attaquant | 2022 - Frederikshavn White Hawks    |